# Navy Blues (film, 1929)
Pour les articles homonymes, voir Navy Blues.
Pour plus de détails, voir Fiche technique et Distribution.
Navy Blues est un film américain réalisé par Clarence Brown, sorti en 1929.

## Synopsis
Une jeune fille tombe amoureuse d'un jeune marin en permission à terre et n'hésite pas à quitter son foyer pour vivre avec lui. Lorsque ce dernier lui avoue ne pas vouloir se marier, elle tombe peu à peu dans une spirale infernale.

## Fiche technique
- Titre : Navy Blues
- Réalisation : Clarence Brown
- Scénario : Raymond L. Schrock et Dale Van Every
- Dialogues : J. C. Nugent, Elliott Nugent et W.L. River
- Direction artistique : Cedric Gibbons
- Photographie : Merritt B. Gerstad
- Montage : Hugh Wynn
- Pays de production : États-Unis
- Genre : comédie dramatique
- Date de sortie : 1929

## Distribution
- William Haines : Kelly
- Anita Page : Alice
- Karl Dane : Sven Swanson
- J. C. Nugent : Mr Brown
- Edythe Chapman : Mme Brown
- Wade Boteler : Higgins
- Parmi les acteurs non crédités :
- Gino Corrado : le maître d'hôtel
- Maxine Elliott Hicks : la fille dans le magasin de vêtements
- Jack Pennick : Kansas
- Andy Shuford : l'enfant
- Richard Tucker : l'homme qui danse avec Alice
- Clarence Brown